# Inostemma sylvaticum
Inostemma sylvaticum är en stekelart som först beskrevs av Jean Risbec 1953.  Inostemma sylvaticum ingår i släktet Inostemma och familjen gallmyggesteklar. Inga underarter finns listade i Catalogue of Life.